# Теодор Аксентович
Теодо́р Аксенто́вич (пол. Teodor Axentowicz, вірм. Թեոդոր Աքսենտովիչ; 13 травня 1859, Брашов, Румунія — 27 серпня 1938, Краків, Польща) — польський художник та викладач вірменського походження.

## Життєпис
Народився в Брашові (Трансільванія), у вірменській родині.
Художню освіту здобував у 1879-1882 в Мюнхенській академії красних мистецтв. Один рік (1882) удосконалював майстерність в Парижі в студії Дюран-Рюеля. По закінченні академії працював художником-ілюстратором у різних виданнях. У творчому доробку художника — копії з картин Сандро Боттічеллі та Тиціана.
Здійснив декілька подорожей країнами Західної Європи, відвідав Рим і Лондон.
Починав з картин побутового жанру, згодом перейшов до створення портретів. Уславився як портретист молодих і тендітних, привабливих жінок, більшість яких створена техніці пастель.
У творах митця з часом дедалі більше проявлялись риси доби сецесії (плакати до виставок художнього товариства товариства «Штука», жіночі портрети).
Створив численні портрети пастеллю і картини на українську тематику: «Гуцул з люлькою», «Похорон селянина на Поділлі», «Похорон гуцула» тощо, в яких зобразив народний побут, обряди та звичаї.

## Викладацька та громадська діяльність

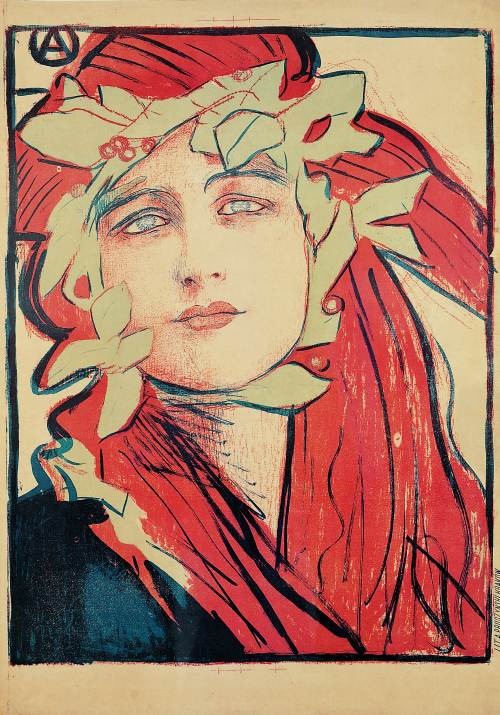
Плакат до другої виставки творчого товариства Sztuka.

Професор Краківської академії красних мистецтв.
У 1897 створив художню школу для жінок.
В історії польського мистецтва відомий також як один з засновників польського художнього товариства Sztuka, яке працювало над створенням художніх виставок і продажем картин. Серед засновників і членів нового товариства —
- Станіслав Виспянський
- Юліан Фалат
- Яцек Мальчевський
- Леон Вичулковський
- Ян Станіславський
- Володимир Тетмаєр
- Юзеф Мегоффер
- Йосип Хелмонський

## Твори для Вірменської церкви у Львові

Вірменський собор, мозаїки роботи Т.Аксентовича, м. Львів

1906 року вірменський архієпископ Йосип Теодорович запросив двох мтців з Академії — Теодора Аксентовича та Йосипа Мегофера — взяти участь в реконструкції і декоруванні Вірменської церкви у Львові. Релігійна громада підтримала пропозиції щодо створення нового декору при відновленні храму. Теодору Аксентовичу належить проект нового вівтаря з мармуру та мозаїки в абсиді. Згодом храм прикрасив фресками художник Ян Генрік Розен в стилістиці пізньої сецесії.

Поховання св. Одільона, Вірменський собор, Львів.
Вівтар
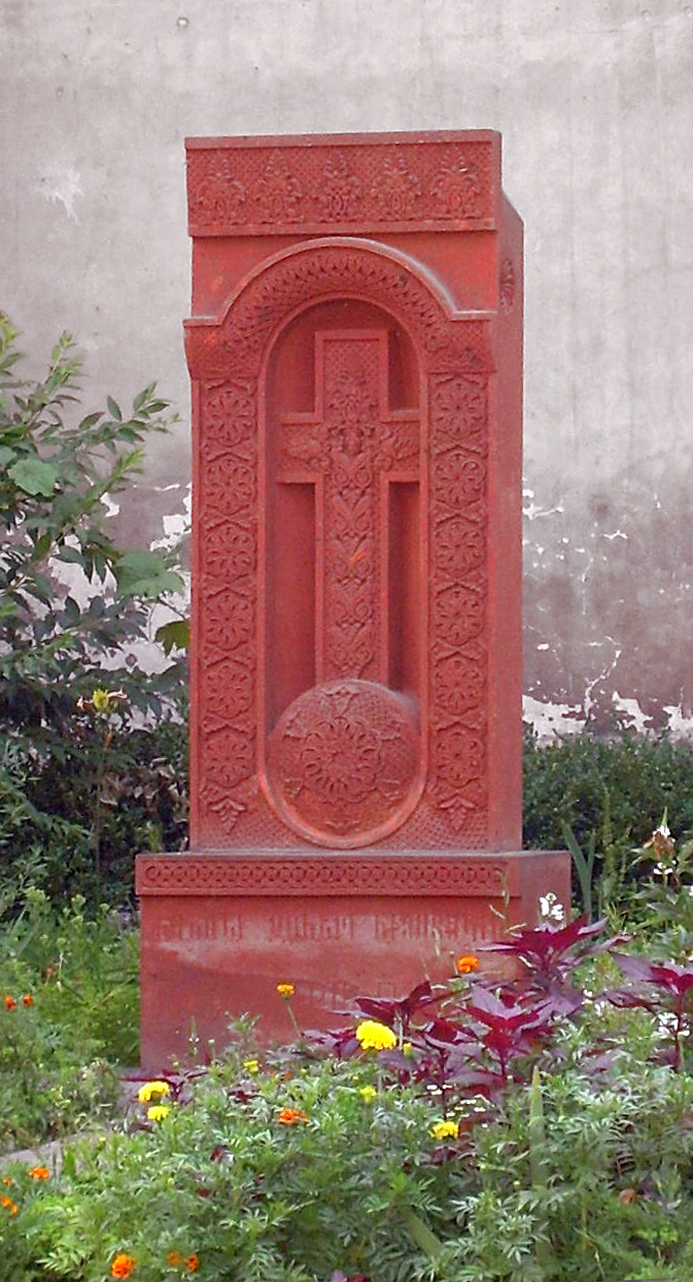
Хачкар на подвір'ї.
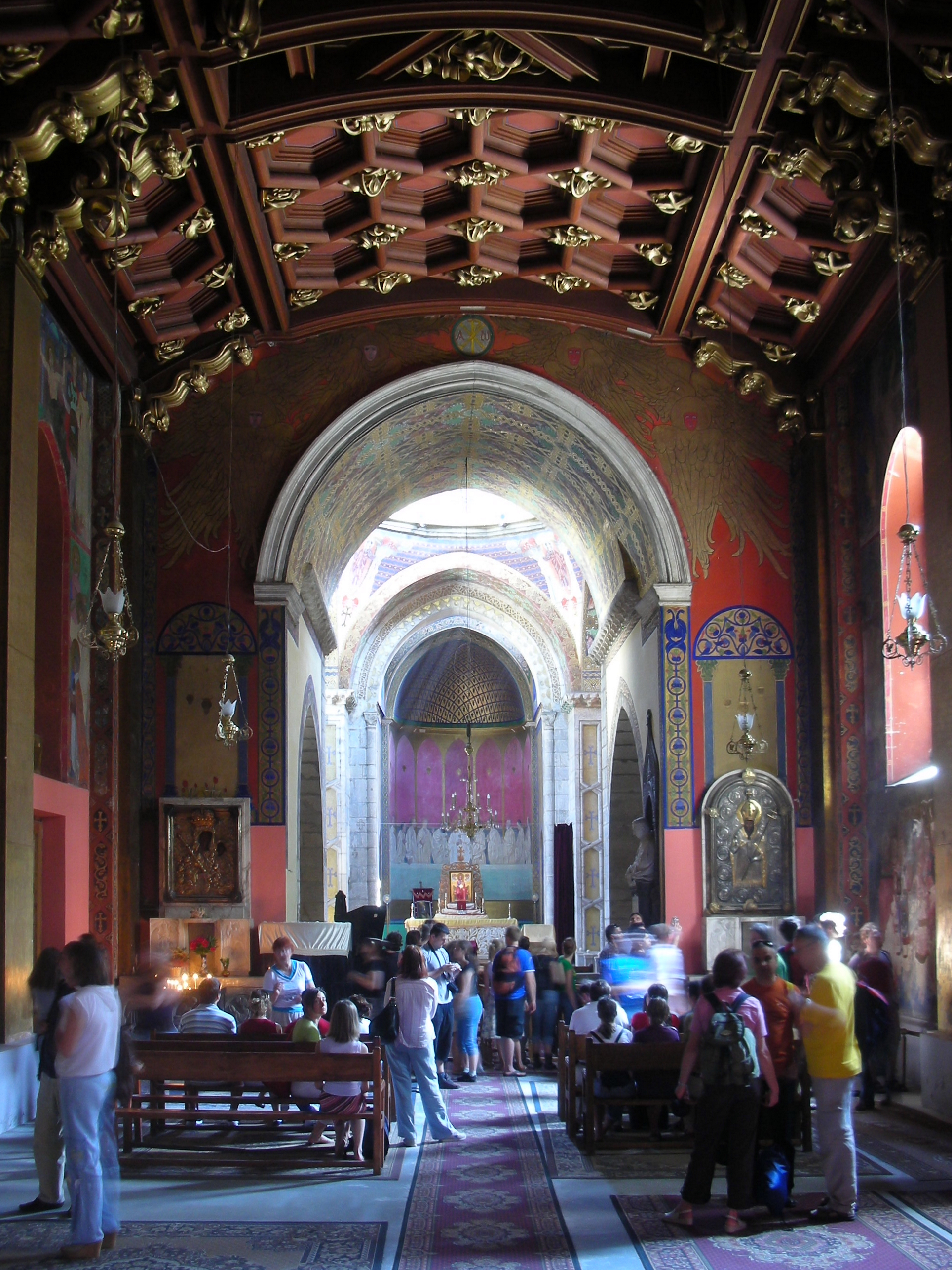
Інтер'єр Вірменської церкви у Львові.

Помер у Кракові. Похований на Раковицькому цвинтарі.
Серед учнів майстра — Леопольд Готтліб.

## Творчість

### Картини побутового жанру

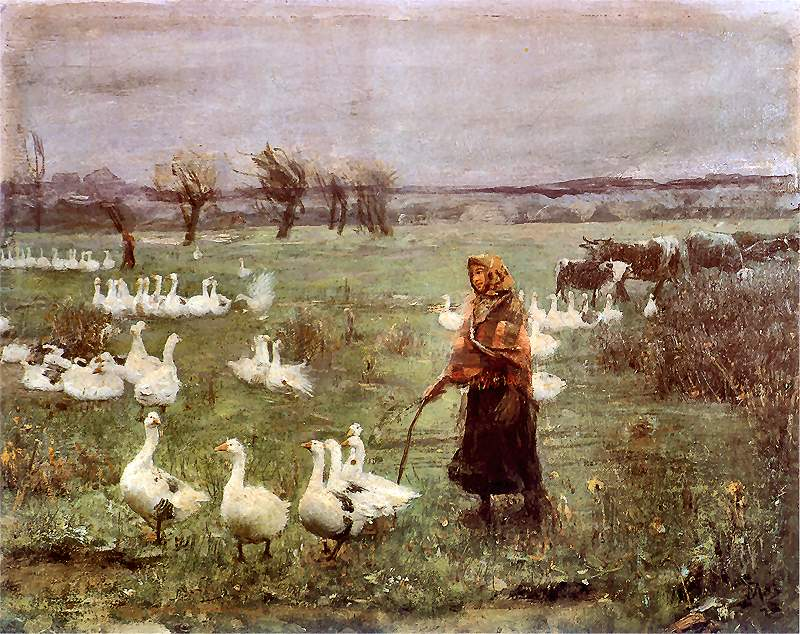
«Пастушка», 1883
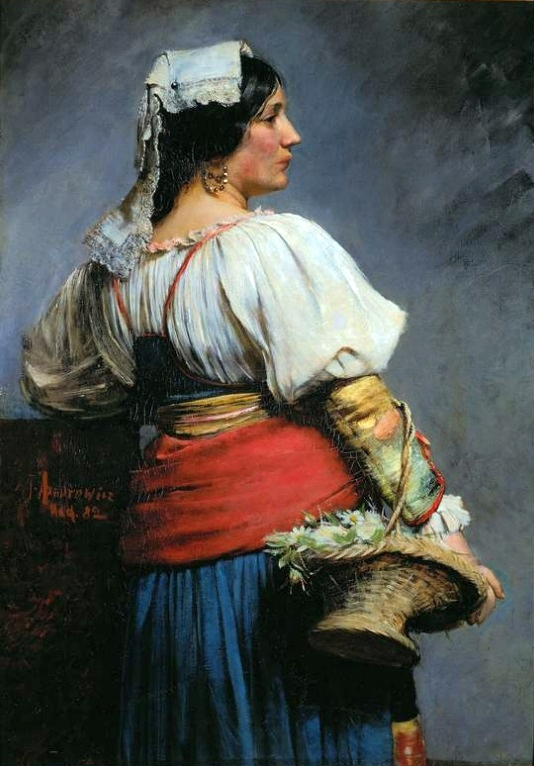
«Італійка з квітами в кошику», 1882, Варшава
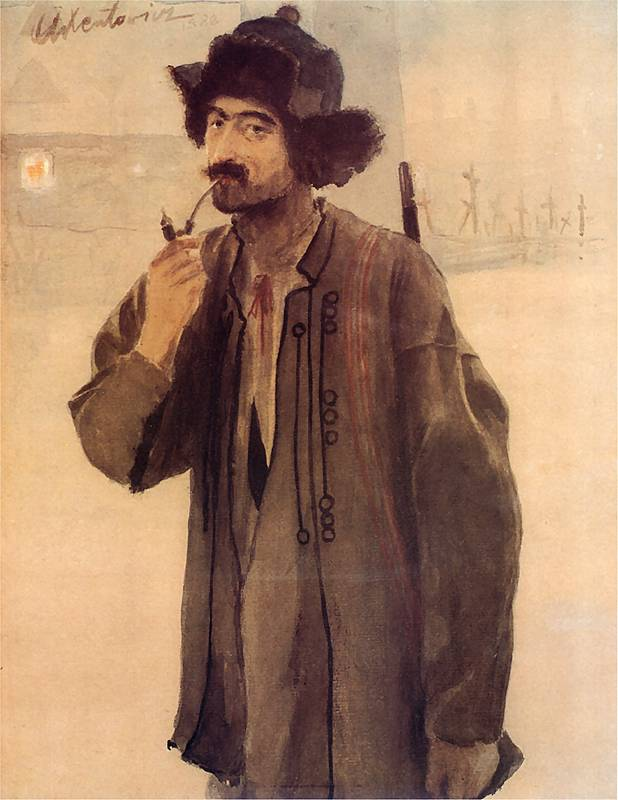
«Гуцул з люлькою», 1888
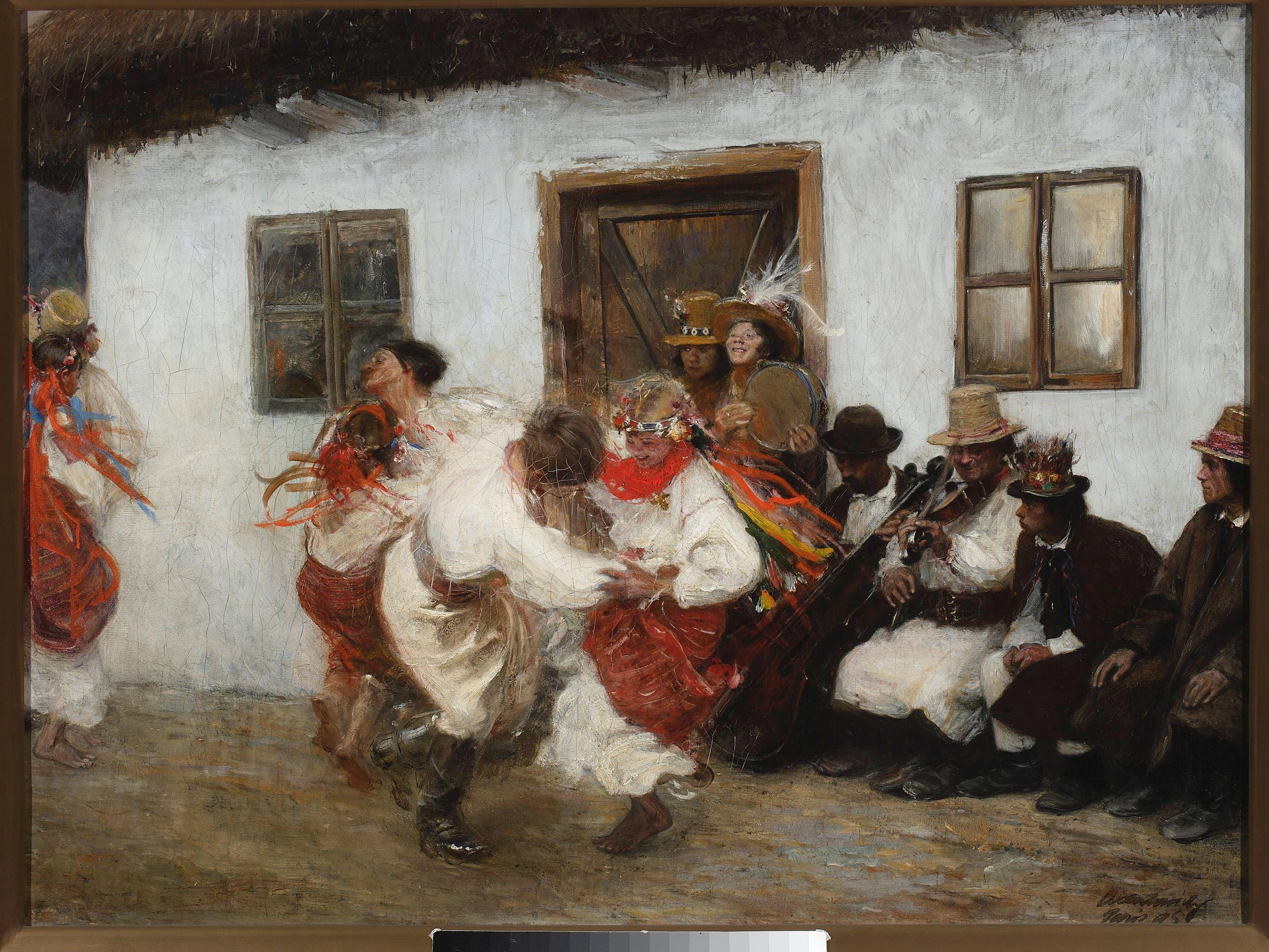
«Коломийка», 1895, Національний музей, Варшава
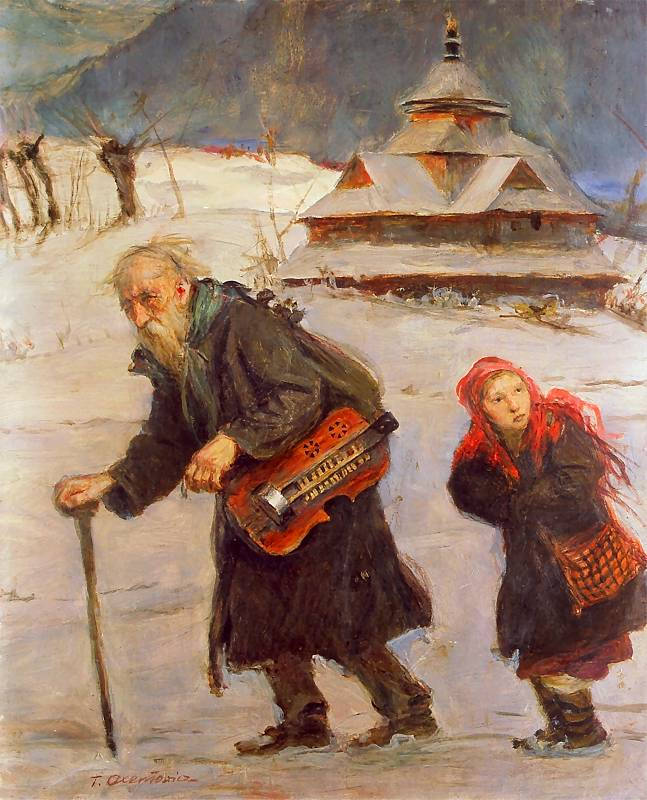
«Старий лірник з дівчинкою», 1900, Львівська національна галерея мистецтв
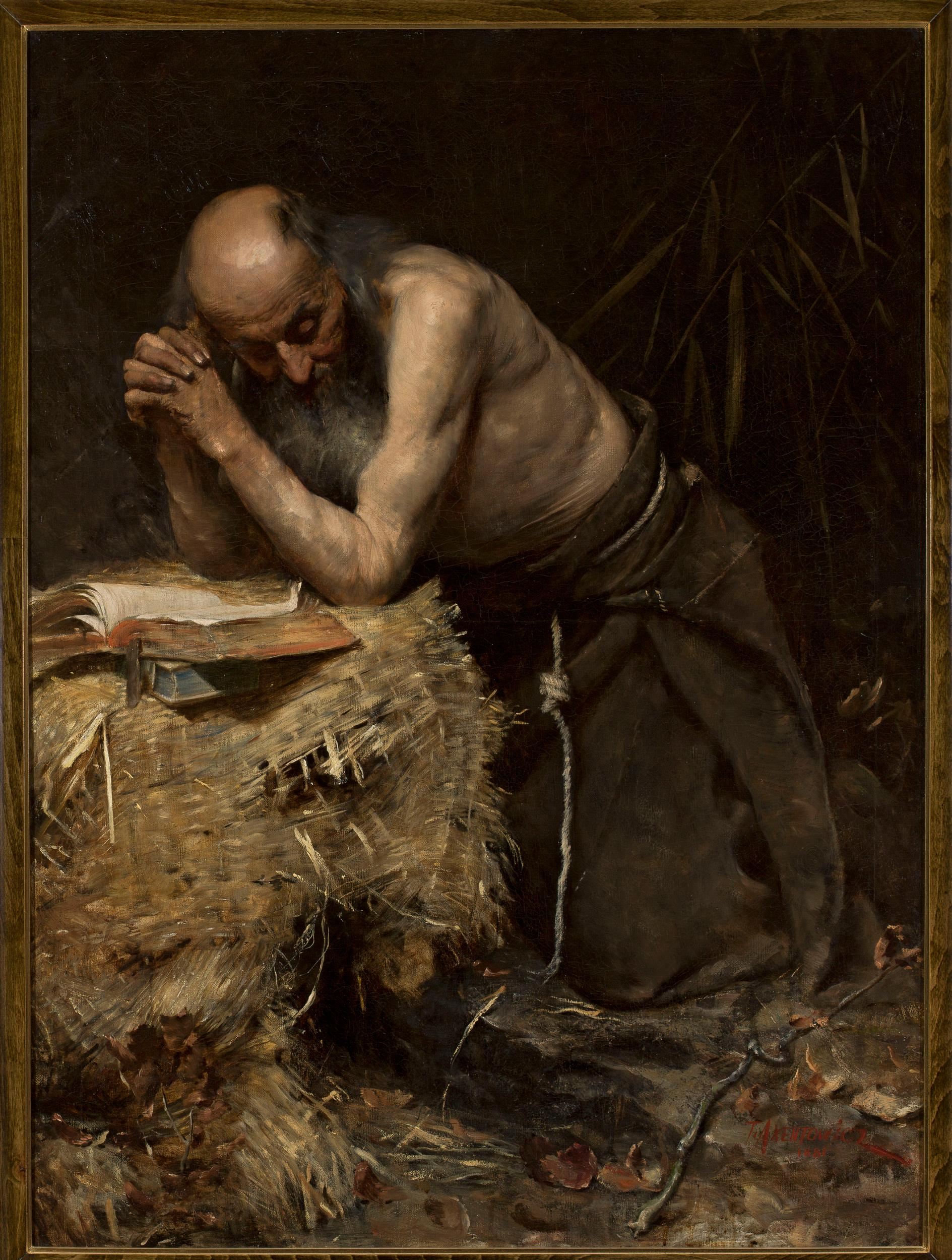
Анахоріт, 1881, Варшава
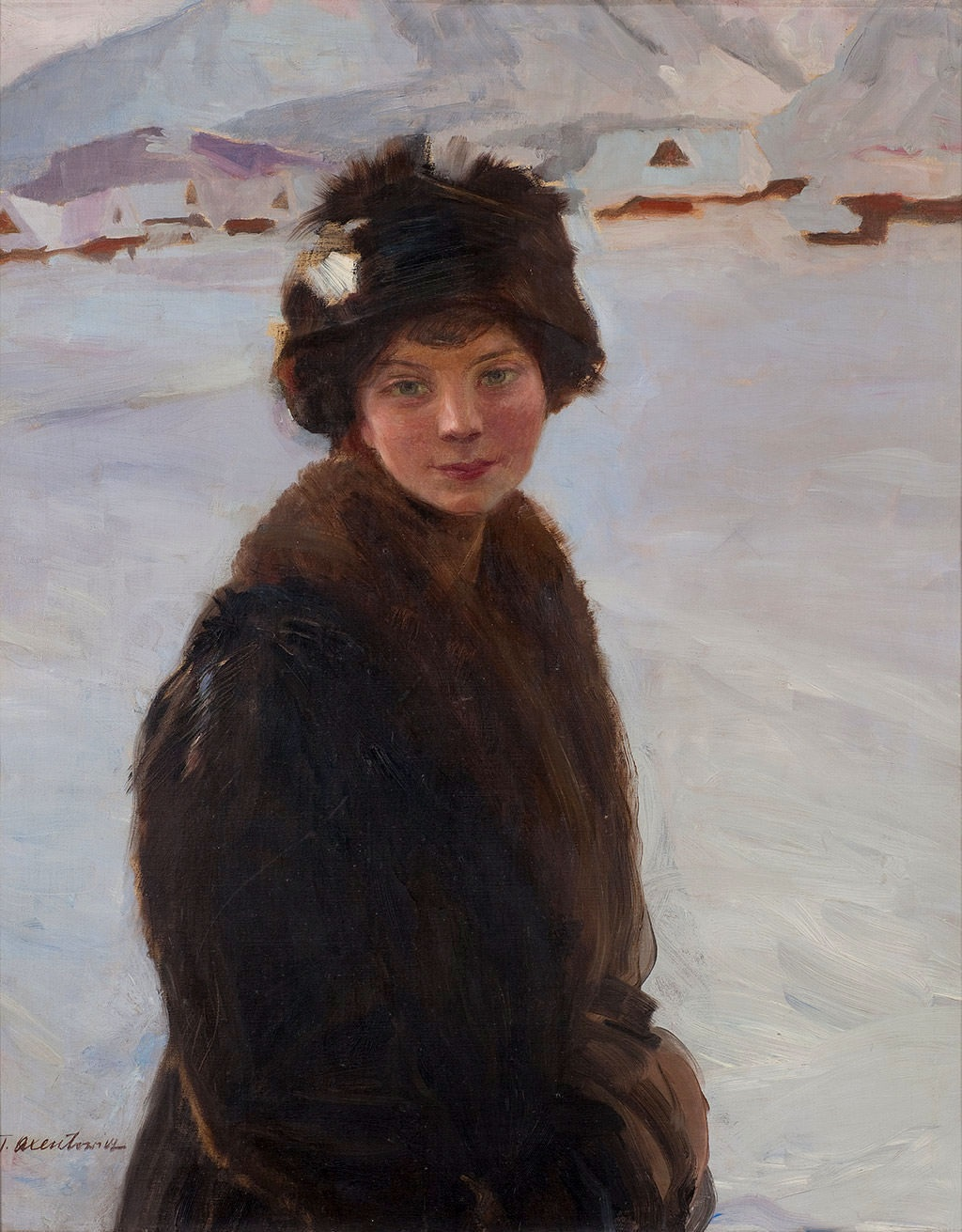
Портрет дівчини при зимовому краєвиді, 1930, Лодзь
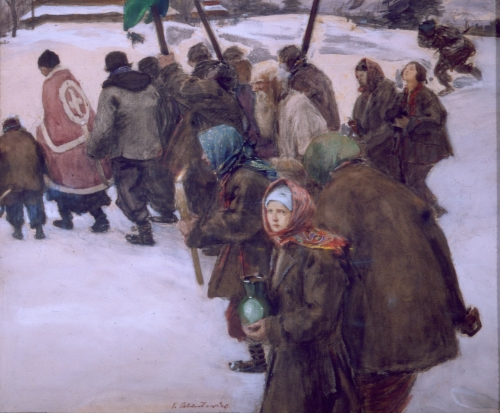
«Свято Йордану», 1937
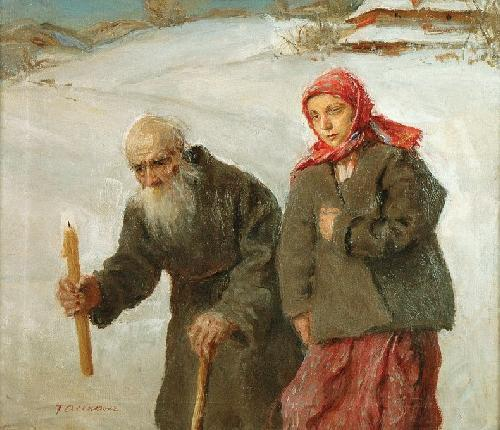
1937
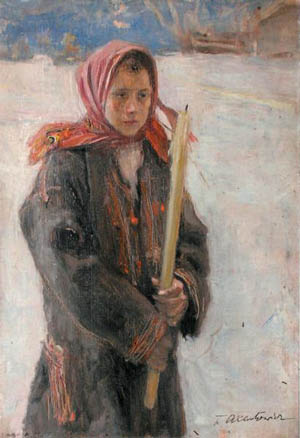
1937

### Жіночі портрети

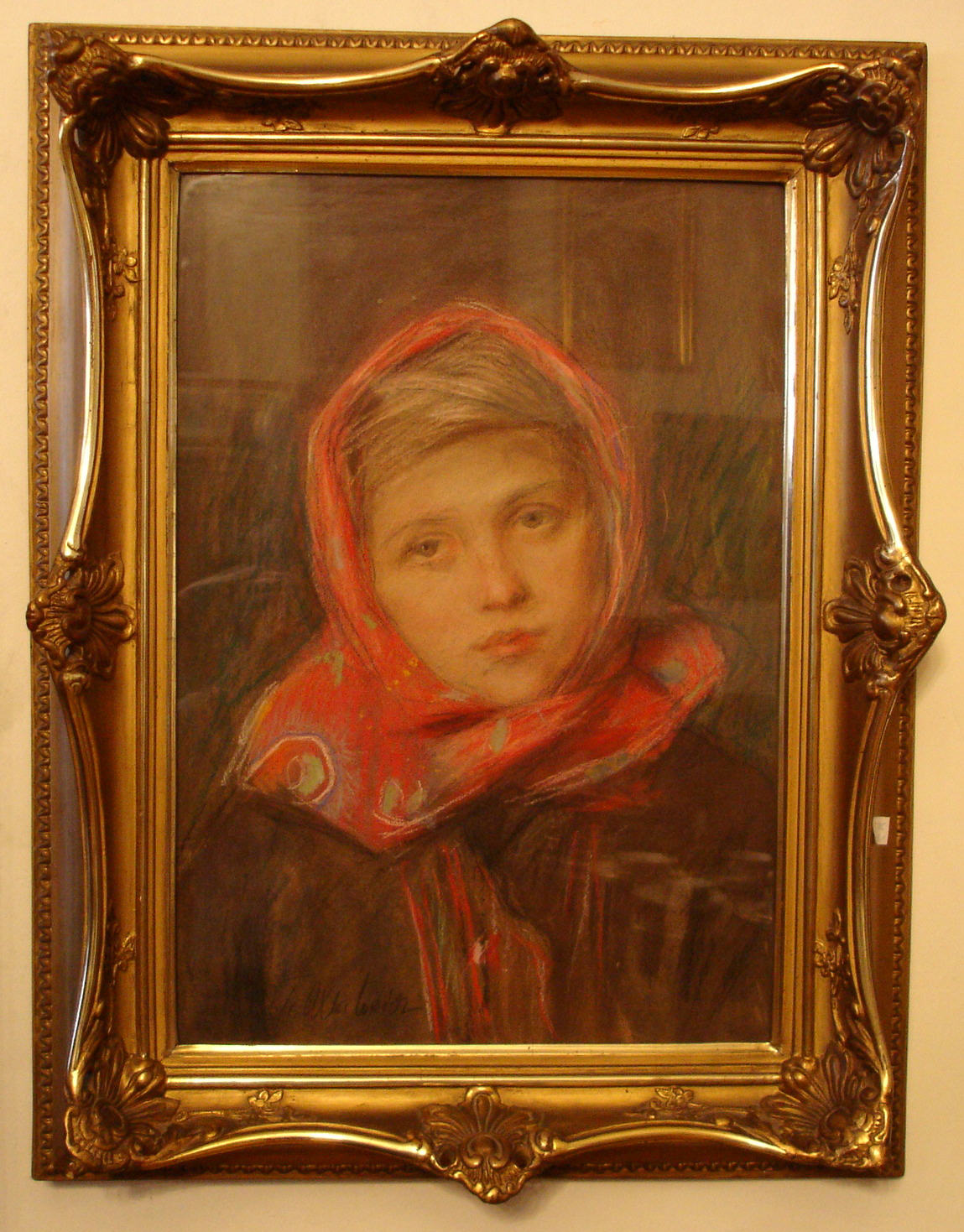
«Портрет дівчинки», пастель
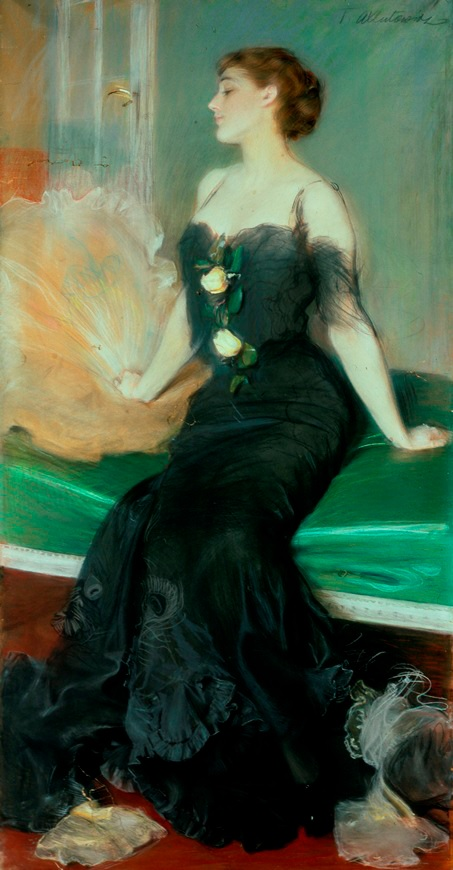
«Панянка в чорній сукні», 1906
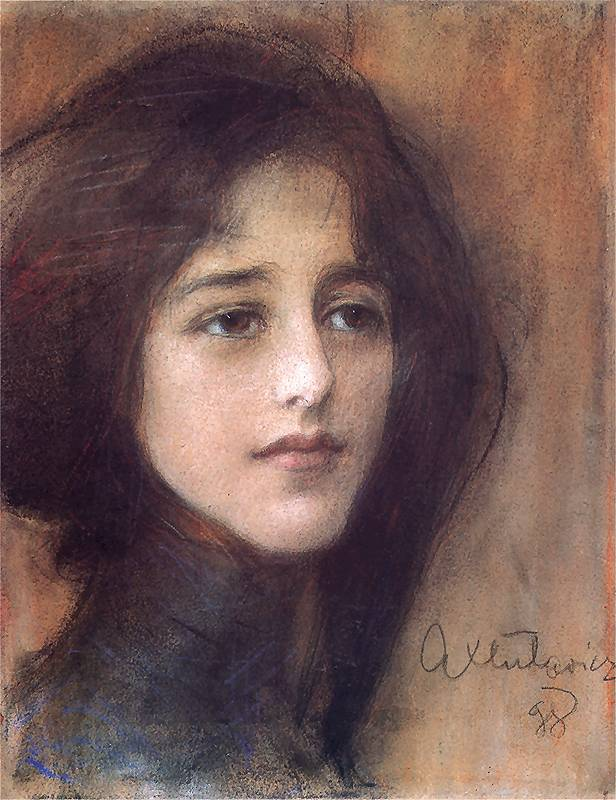
«Дівочий портрет», 1898
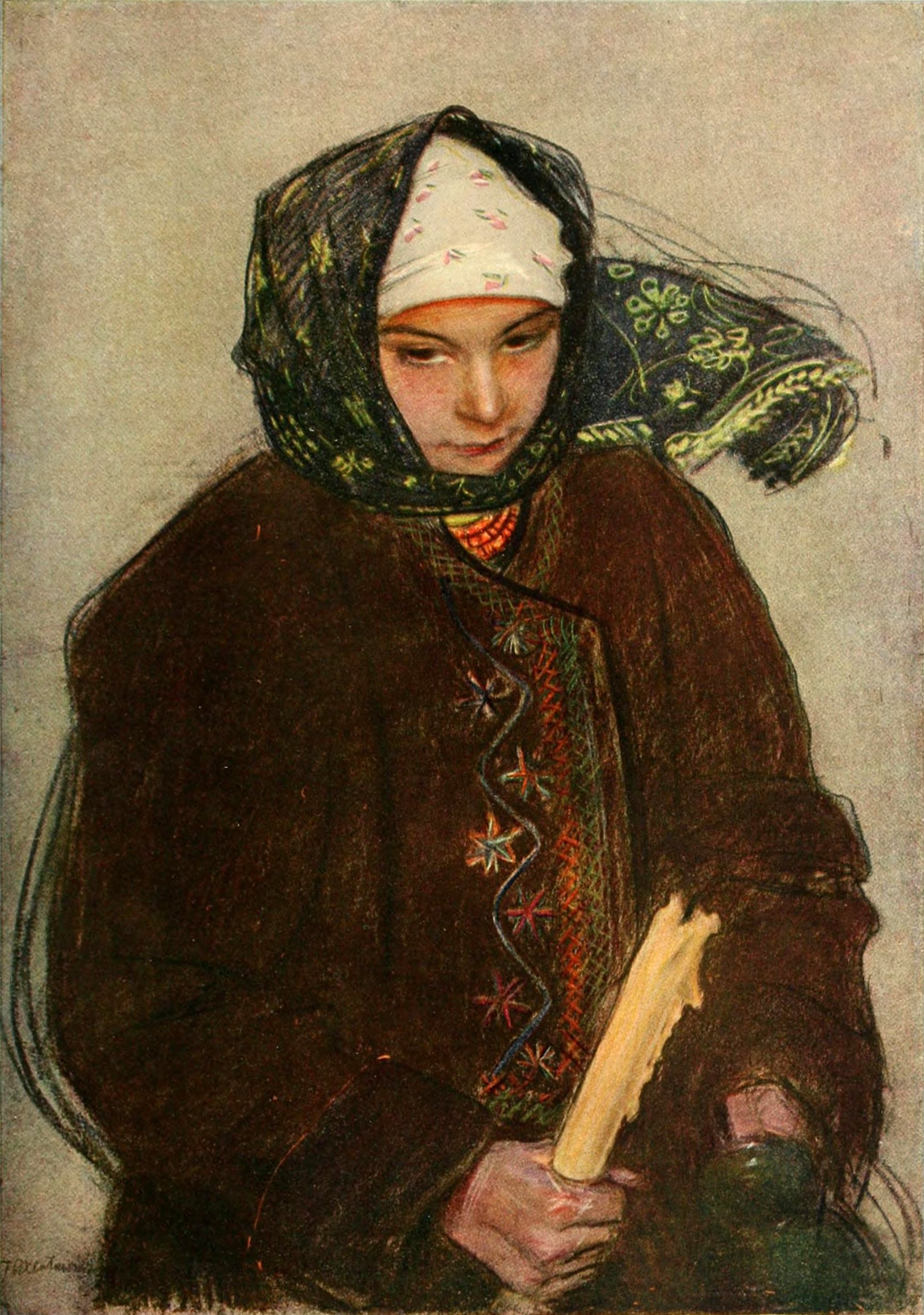
«Русинська дівчина зі свічкою»
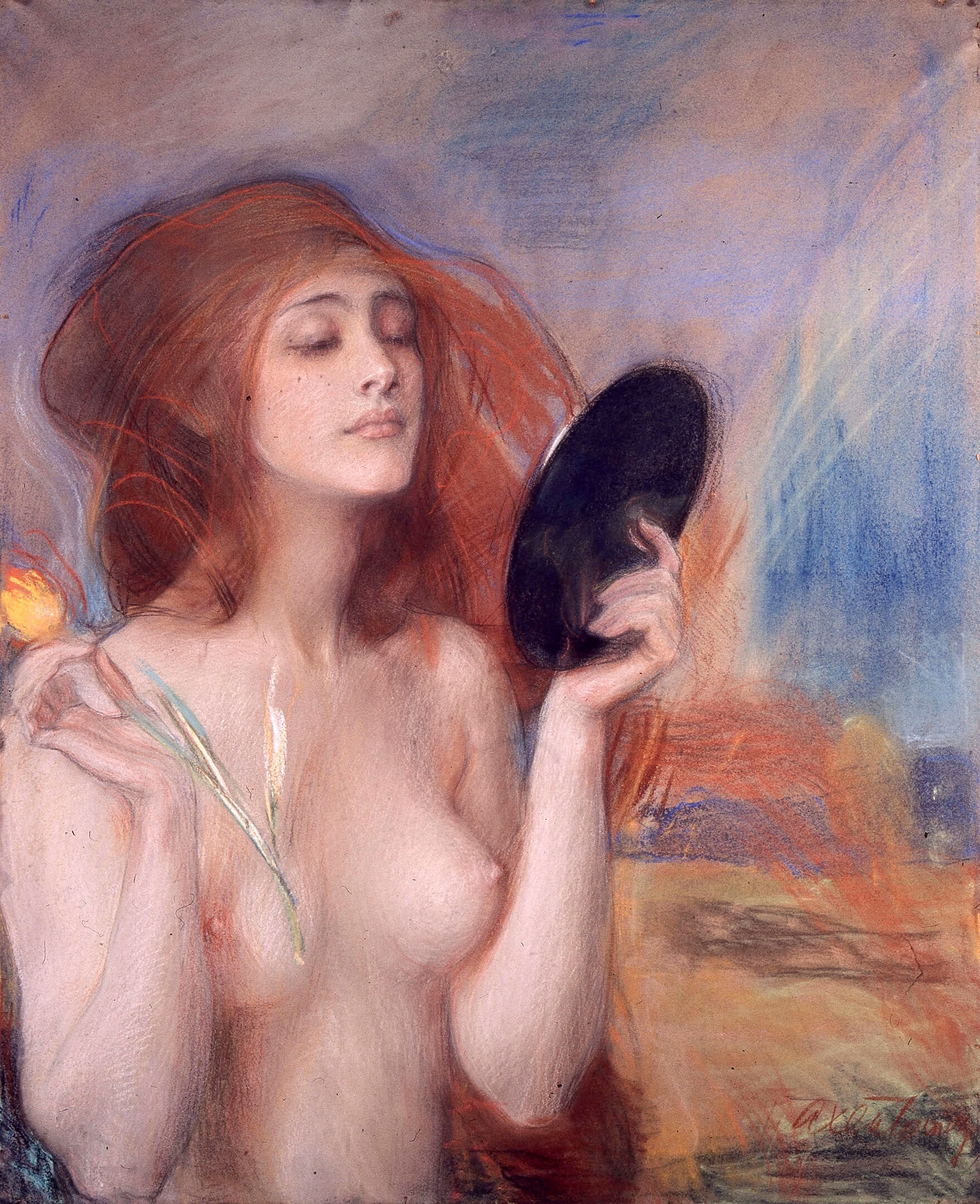
«Весна» (портрет улюбленої моделі Ати Закревської), 1900, Плоцьк, Мазовецький музей
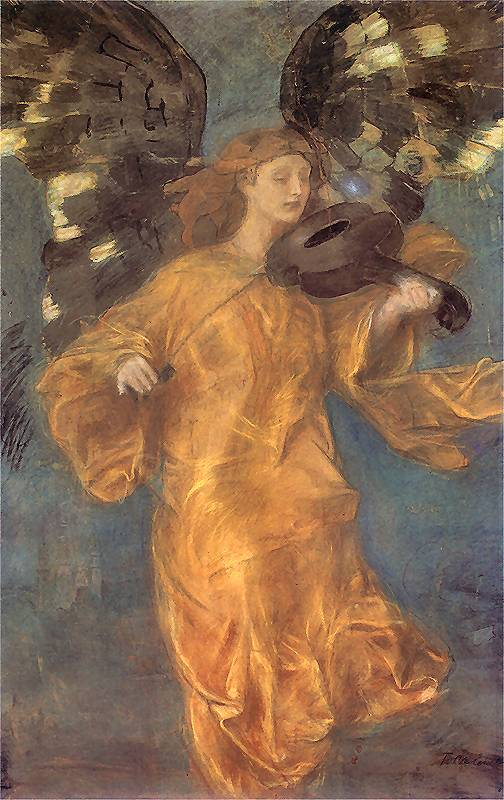
Золотий янгол
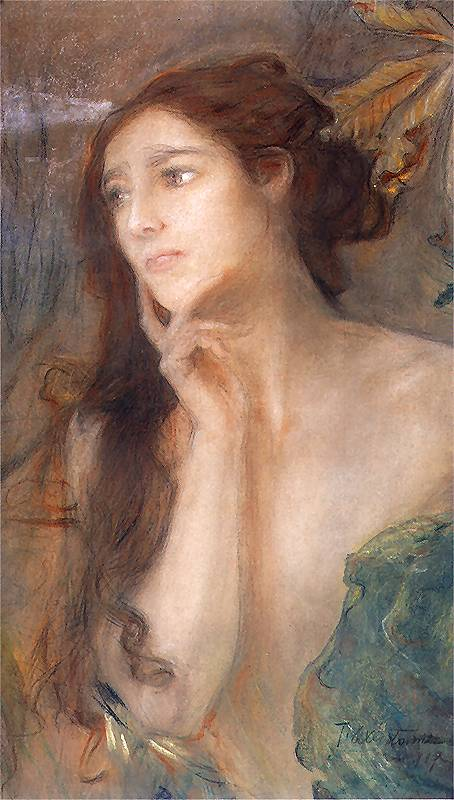
Жінка
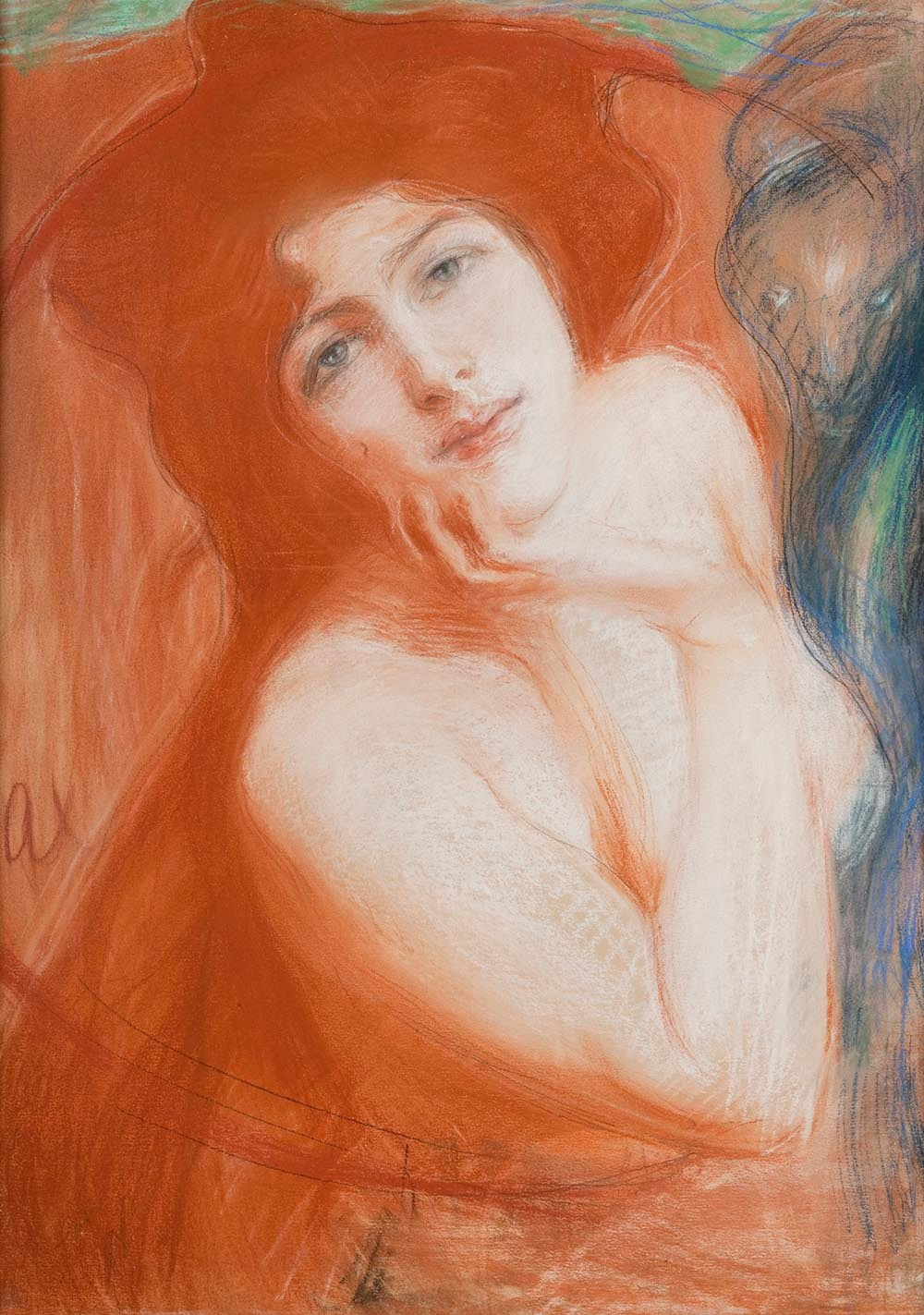
Рудоволоса
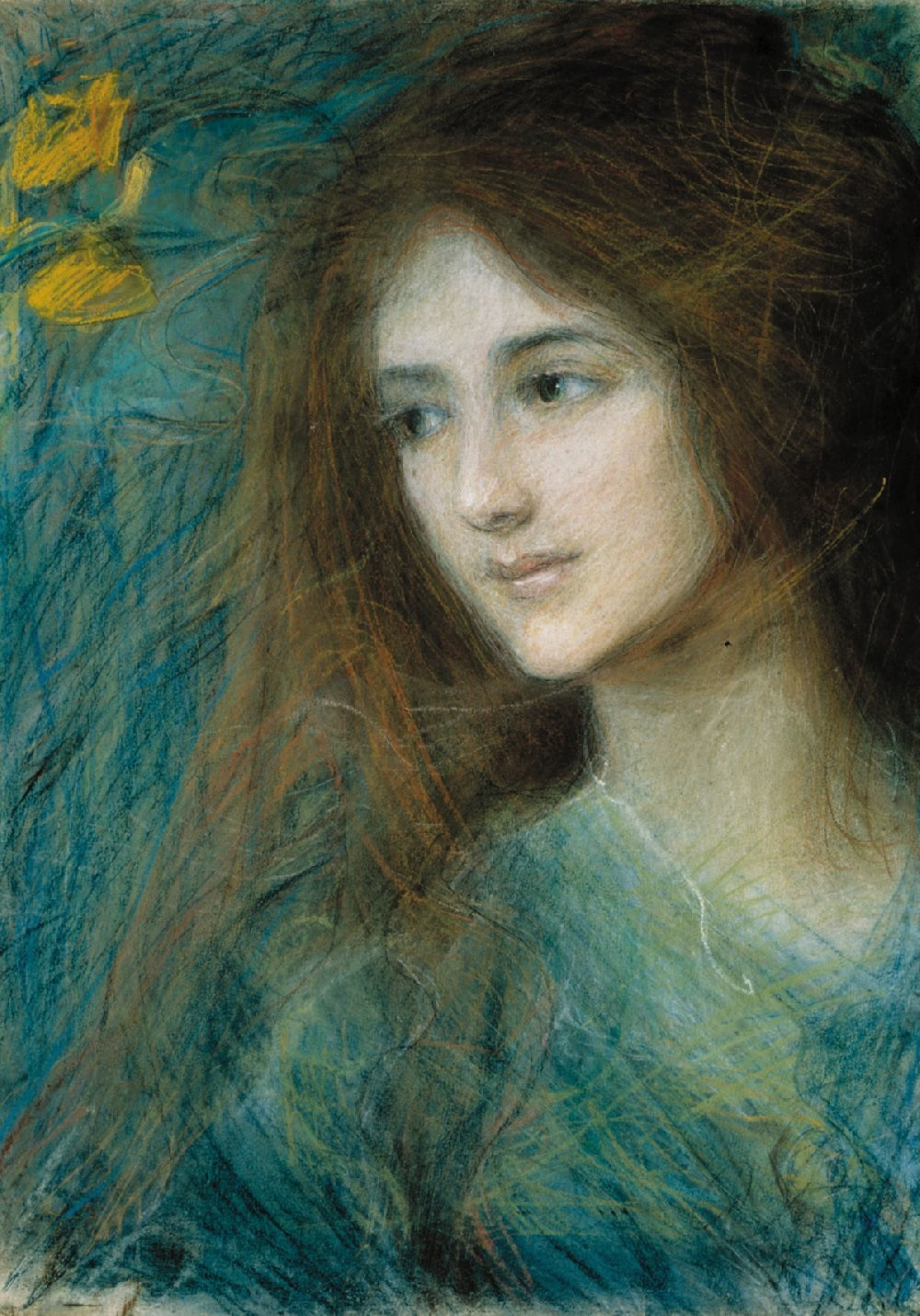
Рудоволоса
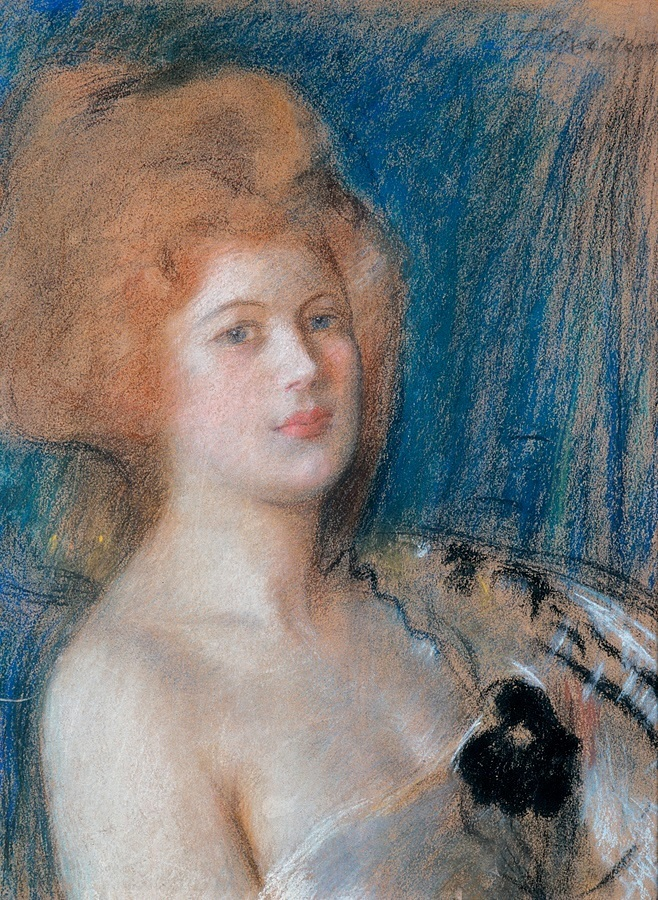
Рудоволоса
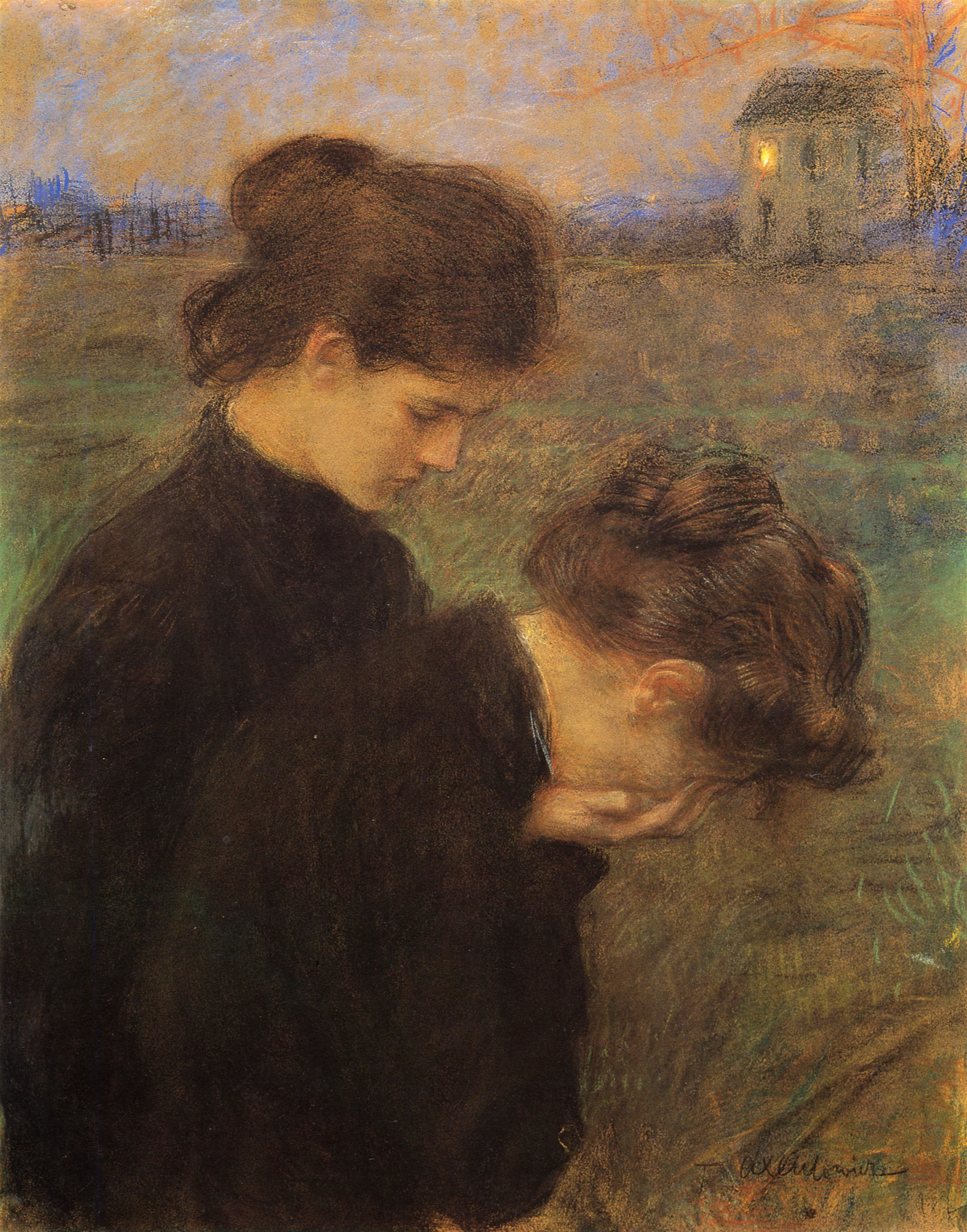
Під ярмом бідності
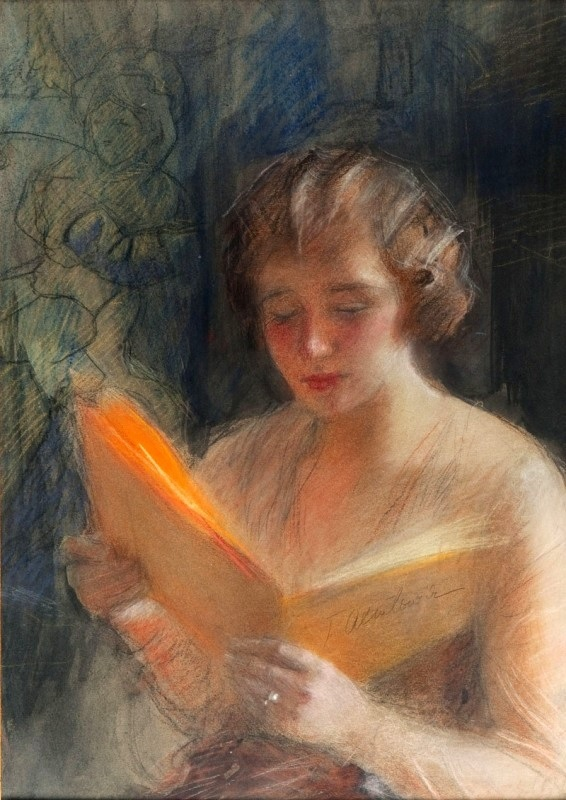
Старець та дівчина
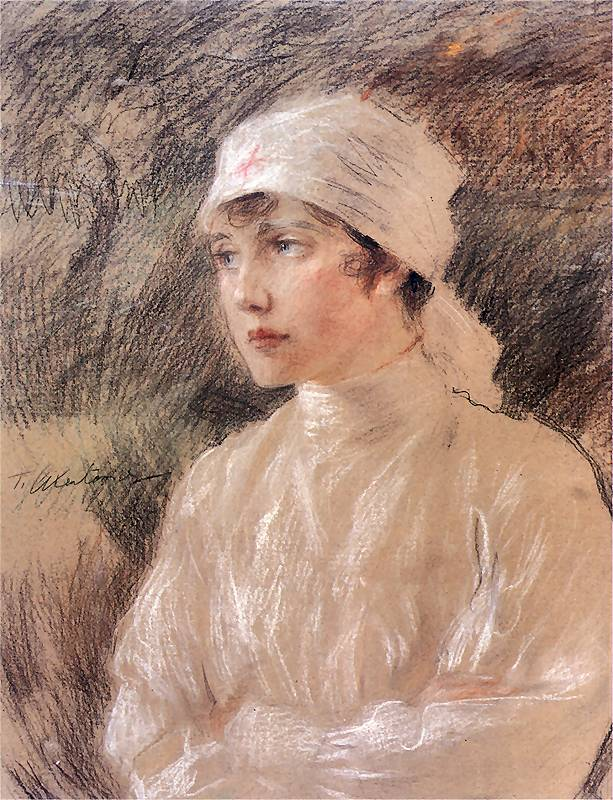
Самарітянка
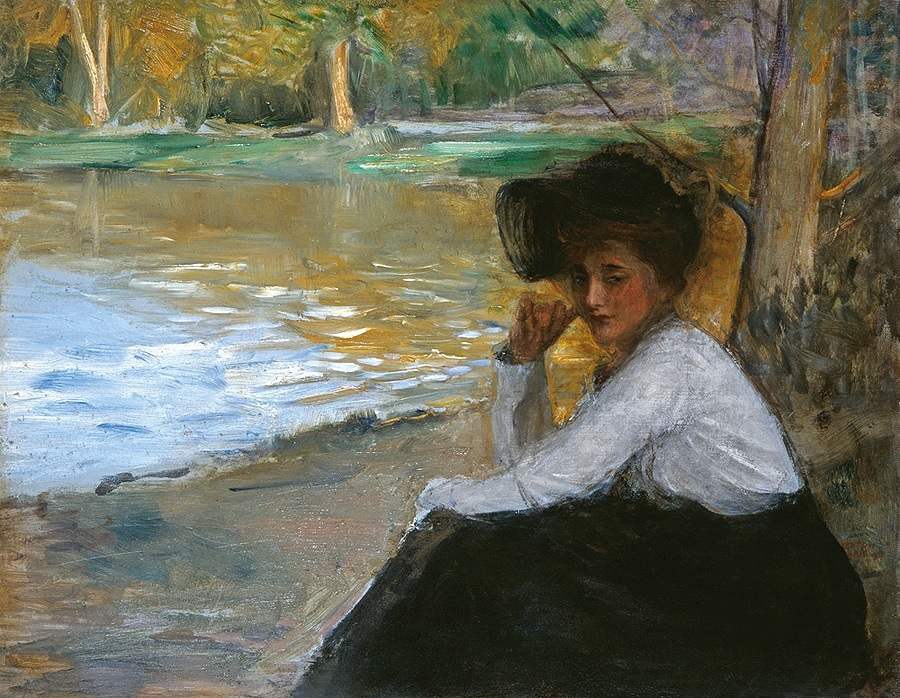
Пані в парку
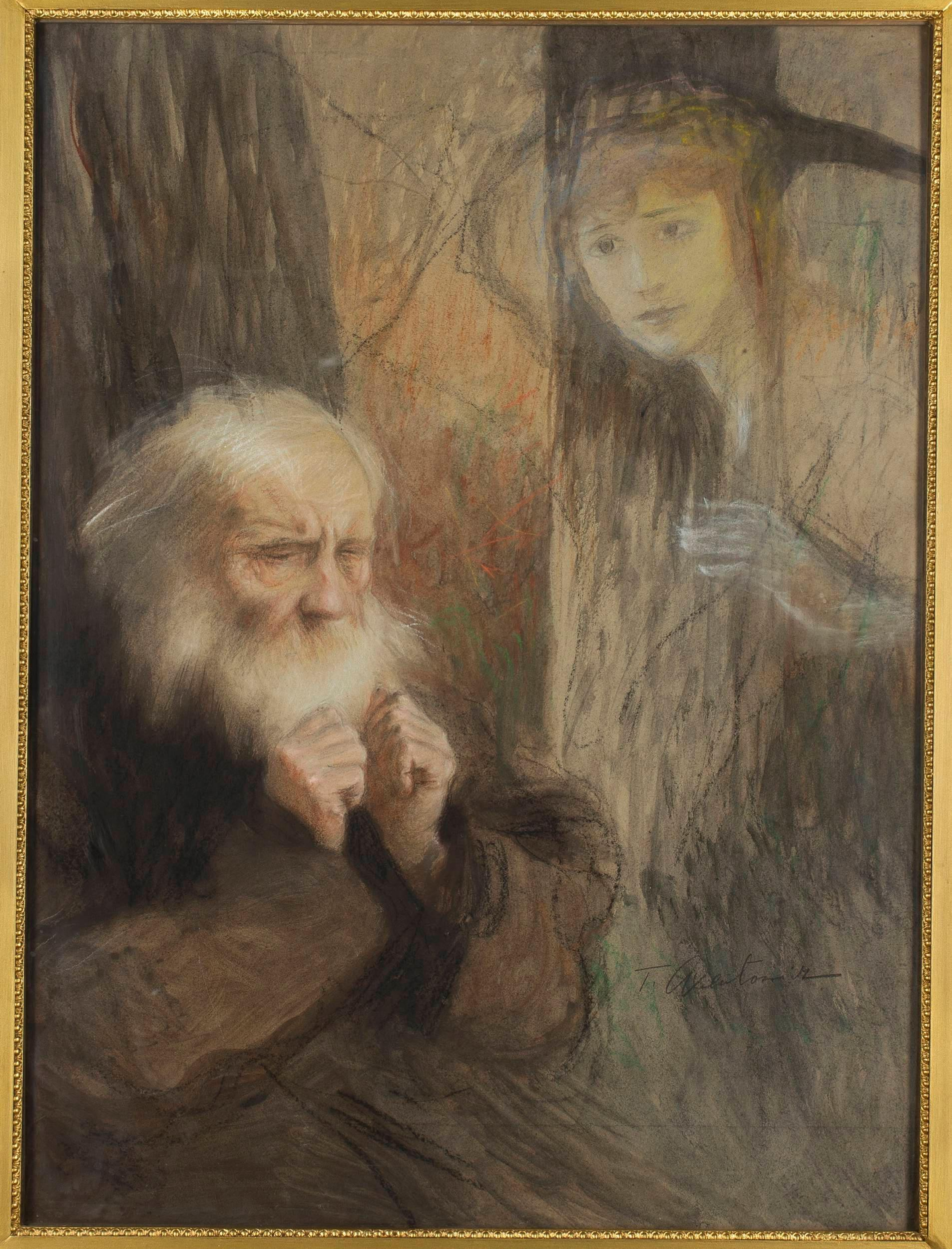
Видіння-згадка

### Автопортрети

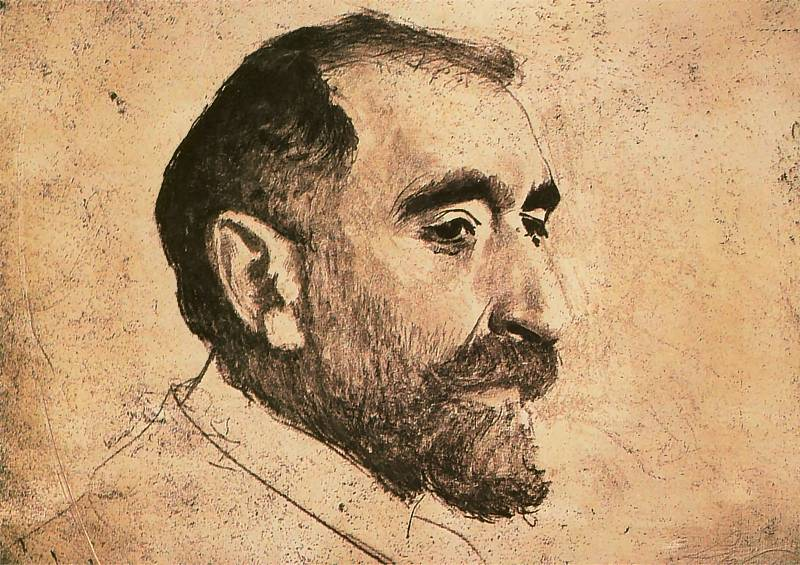
Автопортрет, 1907
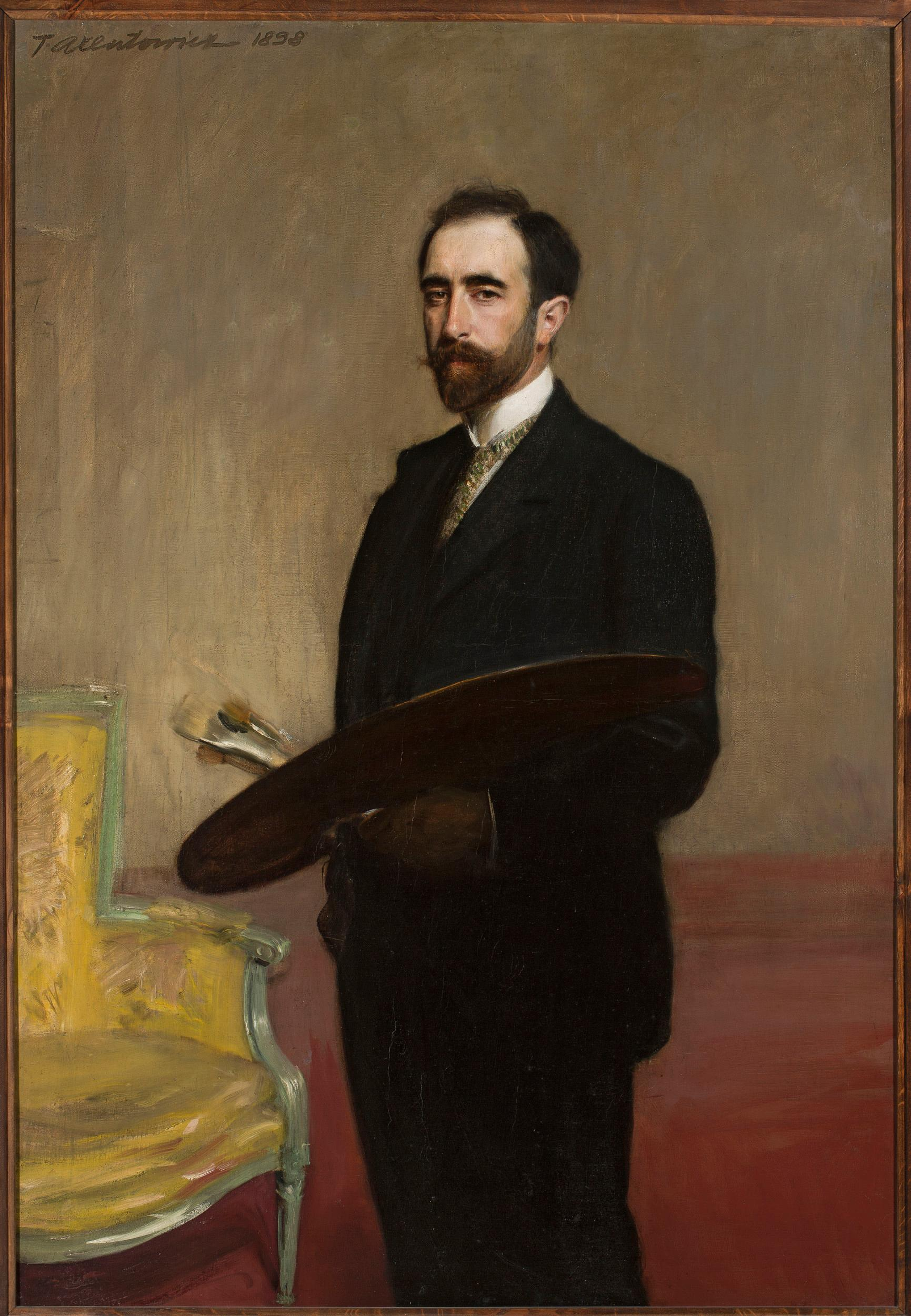
Автопортрет, 1898